# Kimberly Ince
Kimberly Ince (* 10. Oktober 2004) ist eine grenadische Schwimmerin.

## Karriere
Bereits im Alter von sechs begann sie zu schwimmen und vertrat Grenada bei Schwimmveranstaltungen der OECS, CARIFTA, CCCAN und gewann dort Medaillen. 2019 hat sie Grenada bei den PAN American Games in Peru vertreten und 2021 beim UANA Swimming Cup. Sie nahm 2018 an den FINA Swimming World Championships in Hangzhou teil. Ince nahm 2021 an den Olympischen Spielen in Tokio teil. Dort war sie eine der beiden Fahnenträger Grenadas. Im Wettbewerb über 100 m Rücken erreichte sie Rang 41 und somit den letzten Platz. Sie war mit 17 Jahren die jüngste Teilnehmerin Grenadas.